# ذى حشمط (المشنة)

تعديل مصدري - تعديل

ذى حشمط هي إحدى قرى عزلة الحوج العدنى بمديرية المشنة التابعة لمحافظة إب، بلغ تعداد سكانها 477 نسمة حسب تعداد اليمن لعام 2004.